# Bicaubittacus longiprocessus
Bicaubittacus longiprocessus är en näbbsländeart som först beskrevs av Huang och Hua 2005.  Bicaubittacus longiprocessus ingår i släktet Bicaubittacus och familjen styltsländor. Inga underarter finns listade i Catalogue of Life.